# 伊姆蘭·哈希米
伊姆蘭·哈希米（英語：Emraan Hashmi，1979年3月24日—）
是印度電影男演员，主要出現在寶萊塢電影。2003年出道以来，他曾獲得印度電影觀眾獎三次提名並是宝莱坞收入最高的演员之一。
哈希米以扮演多個不同的角色為主。他較成功的電影包括：《Murder》、《Zeher》、《Gangster》、《Jannat》、《污点桃色照》和《Once Upon a Time in Mumbaai》等。

## 外部連結
- 伊姆蘭·哈希米在互联网电影资料库（IMDb）上的資料（英文）
- 伊姆蘭·哈希米的Instagram帳戶
- 伊姆蘭·哈希米的X（前Twitter）